# 小水铺站
小水铺站是一个京广线上的铁路车站，位于湖南省耒阳市小水镇，建于1935年，目前为四等站，邮政编码为421824。目前客运：办理旅客乘降；行李、包裹托运；货运：办理整车货物发到。